# Ottenbach (Alemanha)
Ottenbach é um município da Alemanha, no distrito de Göppingen, na região administrativa de Estugarda , estado de Baden-Württemberg.